# チリコシー (オハイオ州)
チリコシー（英: Chillicothe、[ˌtʃɪlɪˈkɒθiː] CHIL-ə-KOTH-ee）は、アメリカ合衆国オハイオ州の都市。ロス郡の郡庁所在地である。人口は2万2059人（2020年）。コロンバス都市圏に属している。
ロス郡では唯一の都市であり、2003年にアメリカ合衆国国勢調査局が定義したチリコシー小都市圏の中心である。全国アーバーデイ基金からアメリカ樹木の都市に指定されている。

## 歴史

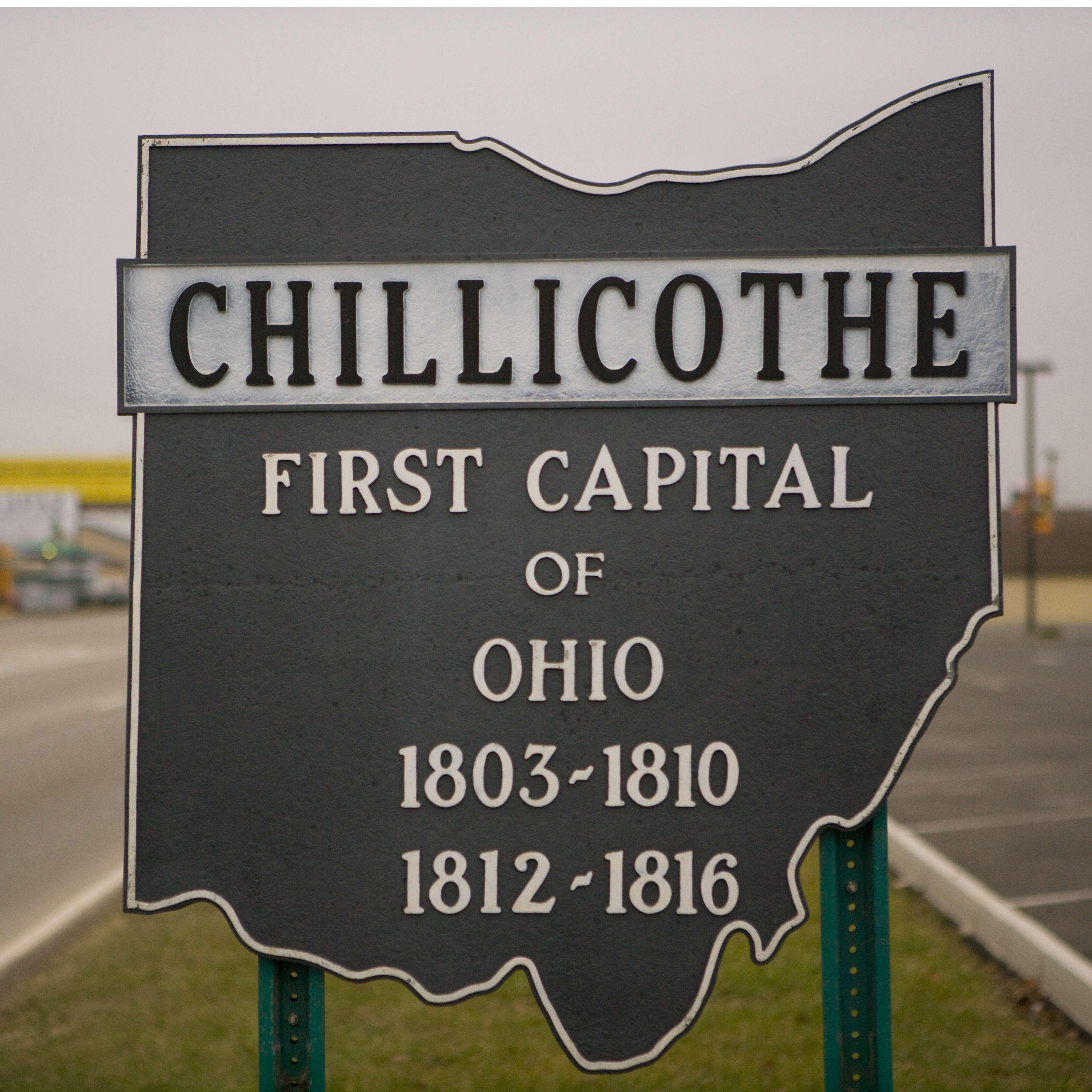
市の外れにある最初の州都の標識

チリコシーはオハイオ州の初代と第3代の州都である。州の南部サイオト川沿いに位置している。
町の名前は、ショーニー族インディアンの言葉で、ショーニー族5つの部族の1つ、「チャラカサ」（Chala・ka・tha）から採られたものであり、その部族の主要な集落の名前でもあった。ショーニー族とその祖先は、ヨーロッパ人がこの地域に入ってくる以前数千年前から住んでいた。ヨーロッパ系アメリカ人が入植してきたとき、町はナサニエル・マッシー将軍がその払い下げ地に区画割りして造られた。
現在のチリコシーは、紀元前200年から紀元後500年に栄えた古代ホープウェル文化の中心だった。このアメリンディアンの文化は、ロッキー山脈にまで広がる交易の道があった。彼等はサイオト川やオハイオ川の谷に、祭礼用や埋葬用に土盛りのマウンドを築いた。その後、ヨーロッパ人が入ってくるまでこの地域に住んだインディアンがショーニー族などだった。現在のチリコシーはオハイオ州でその名前を持つ場所7か所では最新のものである。なぜならチャラカサが入った所では常に主要な町に付けられた名前だったからである。
アメリカ独立戦争の後にヨーロッパ系の開拓者が入ってきた。バージニア州やケンタッキー州からの移民が土地を探してオハイオ川沿いに西に移動してきた。チリコシーはオハイオが州に昇格した1803年から1810年まで初代の州都だった。1810年にゼインズビルが2年間だけの州都になった。ゼインズビルへの遷都は州議会で通す法案の妥協の産物としてだった。1812年、議会は州都をチリコシーに戻した。1816年、州議会は再度州都を動かすことを決め、このときは州民がアクセスしやすいように州の地理的中心付近にあるコロンバスを選んだ。

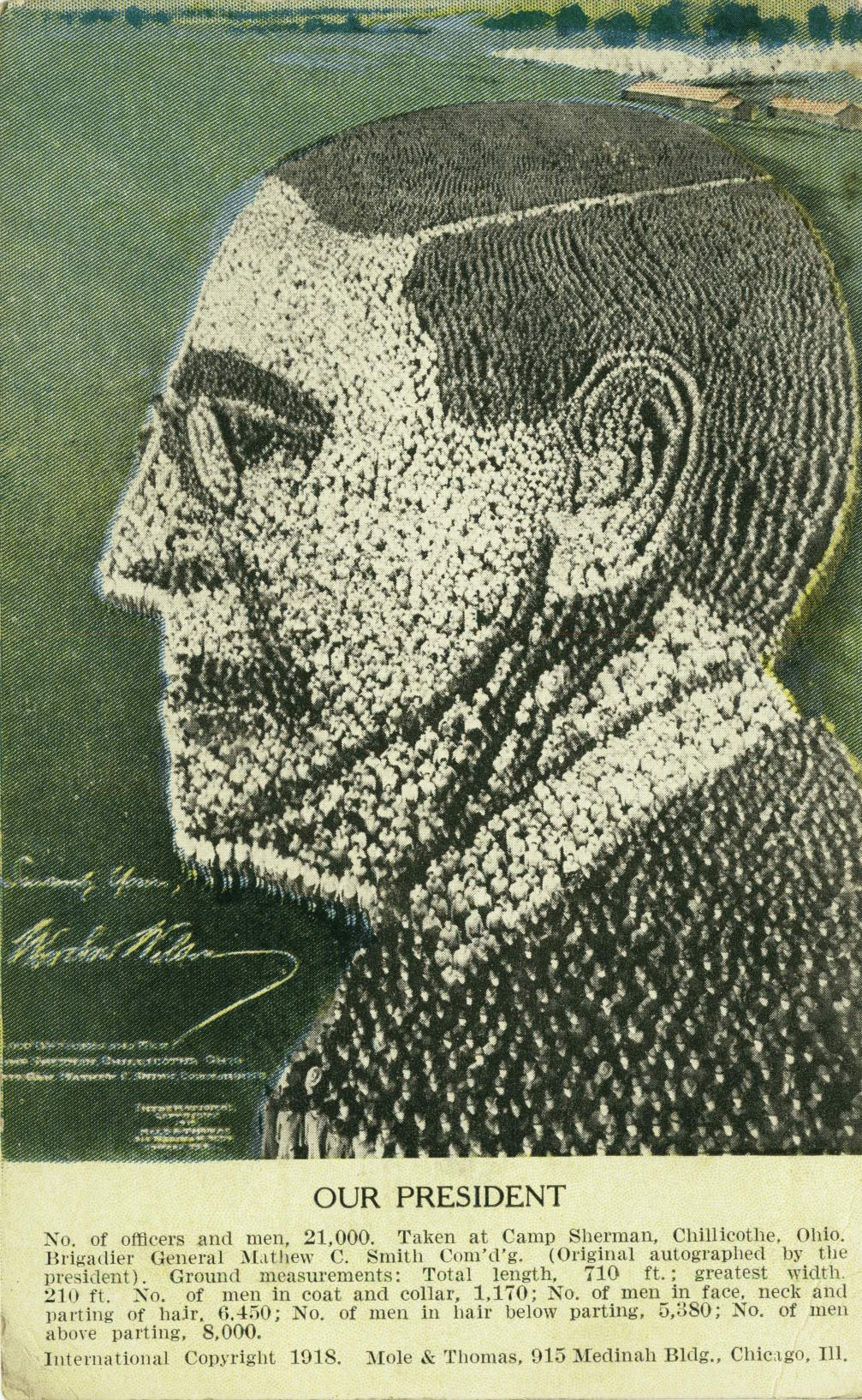
ウッドロウ・ウィルソン大統領の肖像。1918年にチリコシーにあるキャンプ・シャーマンの兵士21,000名を使って描いた

チリコシーに移ってくる者には、奴隷州よりも制限の少ない場所を求めてきた解放黒人がいた。彼等は活動的な町を造り、北に来る逃亡奴隷を助けた。南北戦争開戦前に緊張が高まると、チリコシーの自由黒人社会は地下鉄道 (秘密結社)の駅となり、逃亡奴隷を支援した。南部から旅してきた逃亡奴隷はオハイオ川を渡って自由の身となり、その後もサイオト川を遡ってその故郷や追跡者から距離を置くようにした。白人の奴隷制度廃止運動家も地下鉄道を支援した。

## 地理

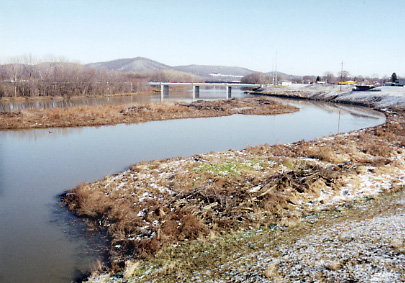
サイオト川（2003年）

チリコシーは北緯39度20分11秒 西経82度59分2秒 / 北緯39.33639度 西経82.98389度 (39.336525, -82.983822)に位置している。
西アリゲイニー高原の生態系の中にある。サイオト川とペイント・クリークの間、その合流点に近く位置している。
アメリカ合衆国国勢調査局に拠れば、市域全面積は10.60平方マイル (27.45 km2)であり、このうち陸地10.43平方マイル (27.01 km2)、水域は0.17平方マイル (0.44 km2)で水域率は1.60%である。
チリコシー市は農業社会に囲まれており、住民は地域のことをアパラチア山脈の麓丘陵部と呼んでいる。

## 人口動態
以下は2010年の国勢調査による人口統計データである。
| 基礎データ - 人口: 21,901 人 - 世帯数: 9,420 世帯 - 家族数: 5,559 家族 - 人口密度: 810.7人/km2（2,099.8人/mi2） - 住居数: 10,600 軒 - 住居密度: 392.4軒/km2（1,016.3軒/mi2） 人種別人口構成 - 白人: 88.1% - アフリカン・アメリカン: 7.2% - ネイティブ・アメリカン: 0.3% - アジア人: 0.5% - その他の人種: 0.5% - 混血: 3.4% - ヒスパニック・ラテン系: 1.3% | 年齢別人口構成 - 18歳未満: 21.8% - 18-24歳: 7.7% - 25-44歳: 24.8% - 45-64歳: 27.8% - 65歳以上: 17.9% - 年齢の中央値: 42歳 - 性比（女性100人あたり男性の人口） - 総人口: 90.8 世帯と家族（対世帯数） - 18歳未満の子供がいる: 27.5% - 結婚・同居している夫婦: 39.1% - 未婚・離婚・死別女性が世帯主: 14.9% - 非家族世帯: 41.0% - 単身世帯: 34.6% - 65歳以上の老人1人暮らし: 14.3% - 平均構成人数 - 世帯: 2.25人 - 家族: 2.87人 |

以下は2000年の国勢調査による人口統計データである。
| 基礎データ - 人口: 21,796 人 - 世帯数: 9,481 世帯 - 家族数: 5,754 家族 - 人口密度: 882.1人/km2（2,283.7 人/mi2） - 住居数: 10,303 軒 - 住居密度: 417.0軒/km2（1,079.5 軒/mi2） 人種別人口構成 - 白人: 89.21% - アフリカン・アメリカン: 7.51% - ネイティブ・アメリカン: 0.34% - アジア人: 0.56% - 太平洋諸島系: 0.04% - その他の人種: 0.35% - 混血: 2.00% - ヒスパニック・ラテン系: 0.84% | 年齢別人口構成 - 18歳未満: 22.2% - 18-24歳: 8.4% - 25-44歳: 27.1% - 45-64歳: 24.1% - 65歳以上: 18.2% - 年齢の中央値: 40歳 - 性比（女性100人あたり男性の人口） - 総人口: 88.1 - 18歳以上: 83.3 世帯と家族（対世帯数） - 18歳未満の子供がいる: 25.8% - 結婚・同居している夫婦: 43.5% - 未婚・離婚・死別女性が世帯主: 13.3% - 非家族世帯: 39.3% - 単身世帯: 34.3% - 65歳以上の老人1人暮らし: 14.8% - 平均構成人数 - 世帯: 2.24人 - 家族: 2.85人 | 収入と家計 - 収入の中央値 - 世帯: 33,991米ドル - 家族: 42,477米ドル - 性別 - 男性: 35,199米ドル - 女性: 25,010米ドル - 人口1人あたり収入: 19,101米ドル - 貧困線以下 - 対人口: 12.4% - 対家族数: 9.3% - 18歳未満: 14.3% - 65歳以上: 9.3% |

## 市政府

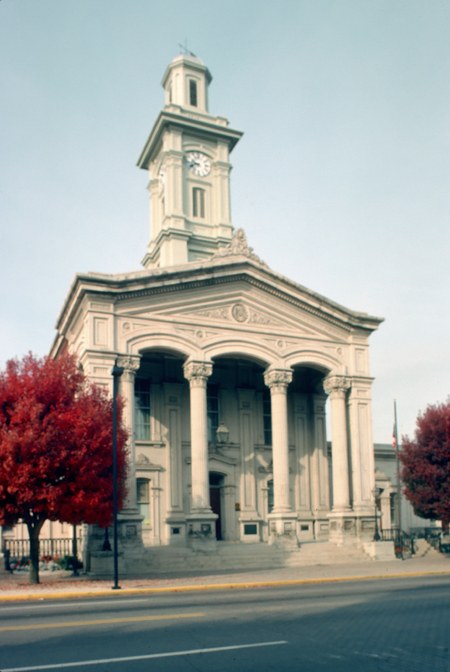
ロス郡庁舎

チリコシー市の政府は市長・市政委員会方式を採用している。市政委員は9人おり、6人が小選挙区から、3人が市全体を選挙区に選出される。市長は市政委員とは別の選挙によって選ばれる。

### 公園とレクリエーション
市内にはヨクタンジー公園、ポーランド公演、ストローザー公園、マナー公園、ゴルディ・ガンロック公園、パインストリート公園、退役兵記念公園、ウェスタンビュー公園などの公営公園がある。
中でも最大のヨクタンジー公園には、多くの野球場とソフトボール場、テニスコート、バスケットボールコート、遊具がある。ヨクタンジー公園内には、ヘンリー・グッド・スケートパークとと呼ぶスケート場もあり、市民のヘンリー・グッドが寄付した65,000ドルを遣って建設された。
サイオト川の洪水から市内を守る洪水堤防の上は、長さ8キロメートルの舗装自転車道になっている。この道は全長48.5キロメートルの3郡三角トレイルに繋がっており、そのトレイルはチリコシーのブリッジ通り（オハイオ州道159号線）からフランクフォートを通り、ワシントン郡庁舎に近いクリスマス公園に通じている。この元は鉄道の路床がジェイムズタウンとジーニアに通じているが、それとの接続は長期計画の範囲である。
ホープウェル文化国立歴史公園は市の北端に設立されている。この公園はアメリカ合衆国国立公園局が管理し、インディアンのマウンドが大規模に集中している。

### 教育
オハイオ大学の分校であるオハイオ大学チリコシー校は公立4年制大学であり、毎年2,000人の学生が入学する。
デイマー・カレッジ（元サウスイースタン実業カレッジとサミュエル・スティーブン・カレッジ）は2年制大学であり、マッサージ治療、経営管理、刑法司法、人材管理、医療補助の5学科を教えている。
オハイオ・クリスチャン大学は、キリスト教聖職、経営管理、農業経営の3学科で準学士を、経営管理、医療管理、物流、心理学、薬物乱用カウンセリングの5学科で学士号を提供している。夜間過程もある完全認証大学である。
チリコシー市は就学前から12年制までの公共教育を担当している。チリコシー市教育学には小学校4校、ウェスタン・ラッチキー/プレスクール/ウェスタン管理事務所、教育委員会本部、チリコシー中学校とチリコシー高校がある。さらにウェズリー・テイラー準備アカデミーはカトリック教徒と非カトリック教徒家庭の幼稚園前から8年生まで、信仰に基づく学術教育を行っている。
チリコシー市クラウス・チャペル道路895にはピッカウェイ・ロス職業訓練センターがある。1974年に設立され、ピッカウェイ・ロス合同職業訓練地区の運営主体である。ロス郡と ピッカウェイ郡にある高校10校の生徒に、20の高校相当の訓練教科を教えている。高校生は高校2年と3年の時にピッカウェイ・ロス職業訓練センターに通い、母校の卒業証書と共にキャリア・パスポートを取得できる。ピッカウェイ・ロスの高校メインキャンパスには約600人の生徒がおり、他に系列高校などに1,500人がいる。ピッカウェイ・ロス職業訓練センターと提携する教育学区として、ロス郡のアデナ、チリコシー、ハンティントン、ペイントバレー、サウスイースタン、ユニオト、ゼイントレースの各学区と、ピッカウェイ郡のサークルビル、ローガンエルム、ウェストフォール各学区がある。高校の教科に加えて、成人教育の過程もあり、専門職、公衆安全、医療サービスなどの教科を教えている。ピッカウェイ・ロス職業訓練センターは地域の職業訓練教育のリーダーである。
市内にはオーディオ・エンジニアの学校であるレコーディング・ワークショップがある。

## 文化

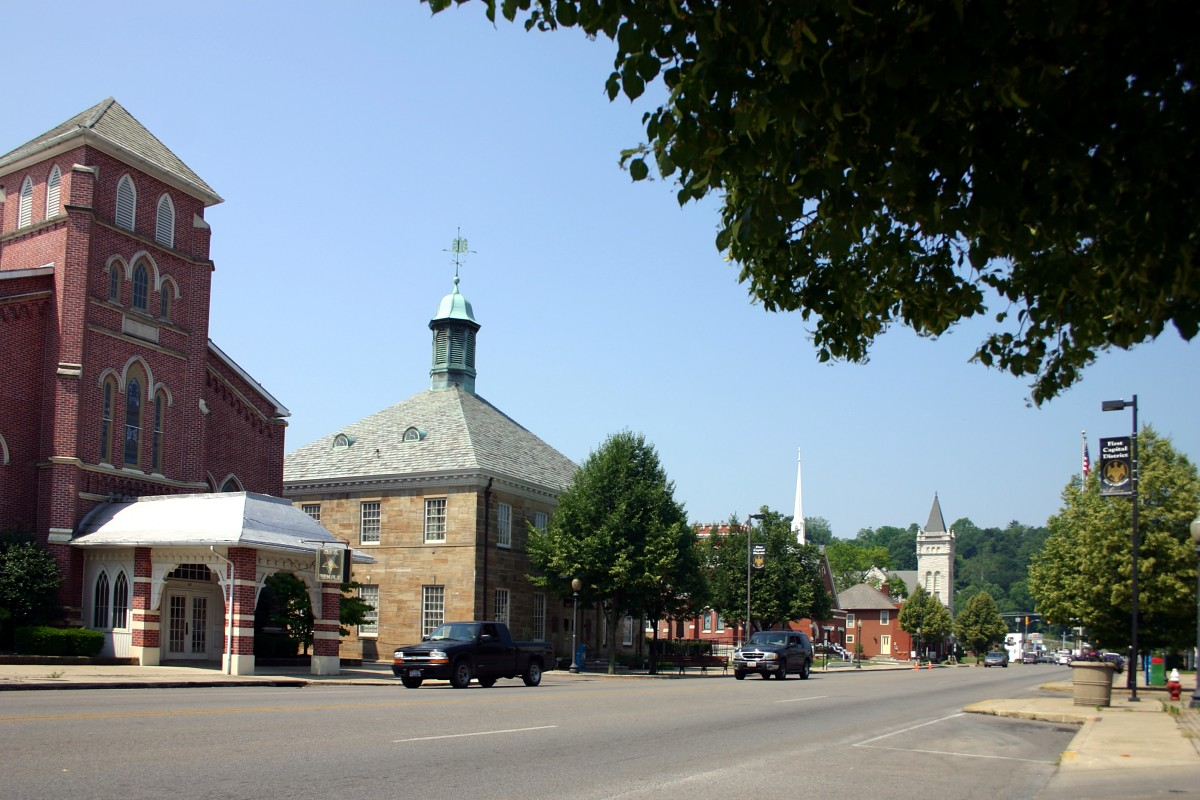
メインストリート西の南面、中央のずんぐりした四角い建物がオハイオ州の初代議事堂の複製、「チリコシー・ガゼット」紙の事務所になっている

### マジェスティック劇場
市内には160年間以上連続的に運営されているマジェスティック劇場がある。その舞台には、ローレル&ハーディ、ミルトン・バール、ジョージ・アーリス、ソフィー・タッカーなど多くの大物が上がってきた。1853年、現在のマジェスティック劇場の前身であるマソニック・ホールが建設された。二階建て煉瓦造りの建物には宿泊室、ダンスホール、劇場が組み合わされた。人気劇団がレパートリーの劇を上演するために1か月の単位で滞在した。1876年、フリーメイソンが建物を拡張するための委員会を指名した。最初の建物は幅12メートル、長さ30メートルだったが、幅15メートル、長さ36メートルに拡張された。1876年12月に拡張が終わったとき、マソニック・オペラハウスは州内で最大級に洗練された劇場だと宣伝された。改修と、市内のクロー・オペラハウスの完成の後に、劇場の演し物は話題を呼び、様々なドラマ、コメディ、道化芝居、ミンストレルショー、オペラなどが上演された。
1904年、A・R・ウルフがマソニック・オペラハウスを買収した。ウルフは劇場を改装し、舞台を大きくした。建物前面の窓全てをステンドグラスに置き換えた。このオペラハウスはウルフの管理能力によって営業を続けたが、1915年にマイアーズ兄弟に売却された。彼等も再度改装と修繕を行い、映写幕と投影装置を設置した。劇場の名称はマジェスティック劇場に変えられた。舞台ではライブの公演もあったが、最終的には映画上映専門になっていった。
1971年、ハーレイ・ベネットとイブリン・ベネットがマジェスティック劇場の新しいオーナーになった。彼等は当初からの壁塗装を参照して丁寧な改修を行った。1990年、チリコシーの実業家3人が、非営利団体としてこの劇場を買収した。新しい配線、防火設備、安全保障設備が設置された。

### 祭

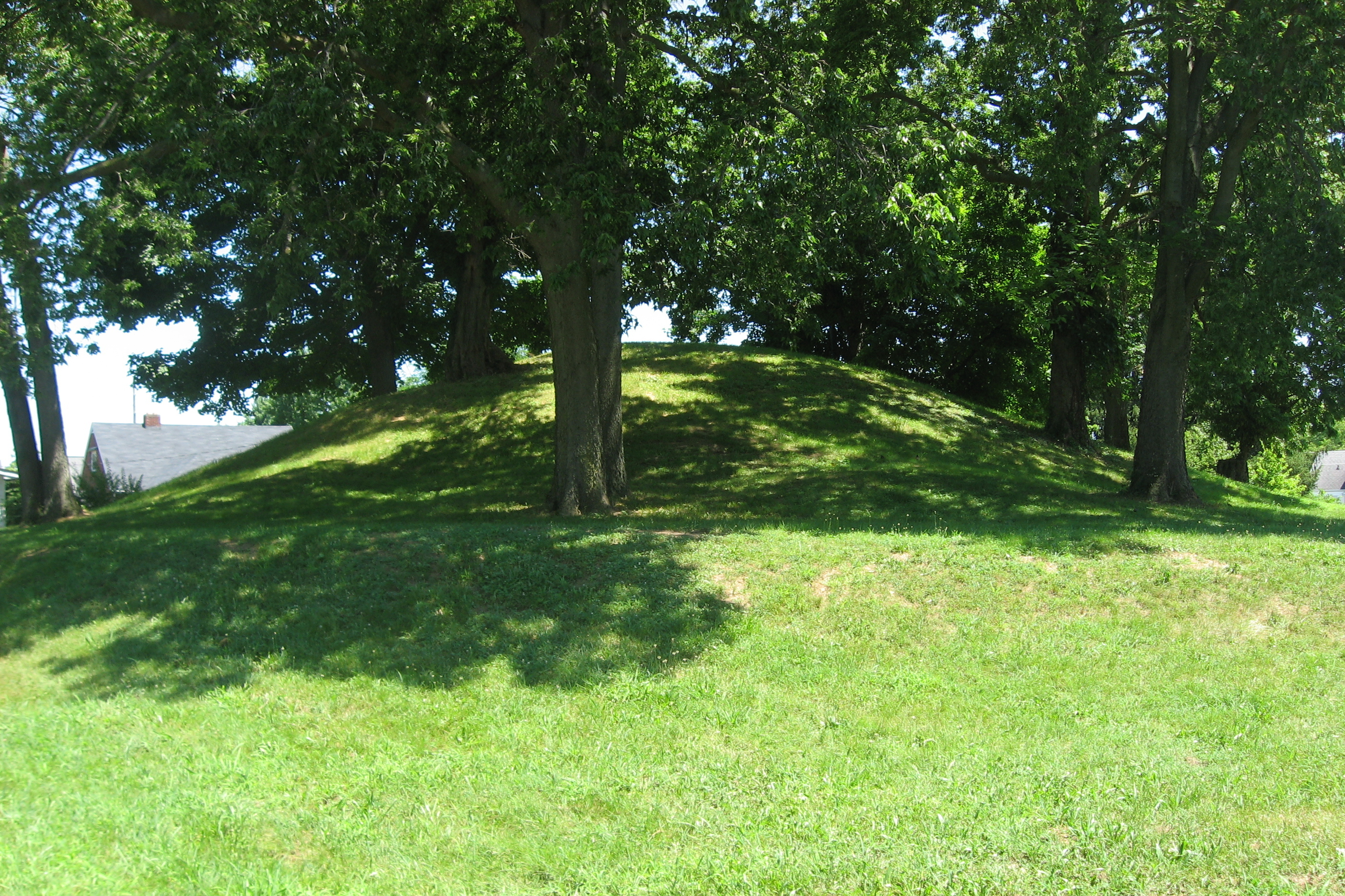
チリコシーのストーリー・マウンド州立記念碑

チリコシーはアメリカ・インディアンの歴史が豊富であり、毎年フラワリング・ムーン・フェスティバルを開催している。この祭は1984年に始まり、約85,000人の観衆を集めている。歴史ある中心街のヨクタンジー公園がこの3日間の家族向け祭の会場であり、インディアンの音楽、ダンス、販売と展示会、マウンテンマンの野営、働く技能者との邂逅と展示、80人以上の技能者による広大な芸術と技巧のショー、および商業展示がある。メインステージでは、地元学校のバンドや芸能者による家族向けの趣向がある。通りは食べ物屋台がならび、ゲームやコンテストがある。行事は無料で公開されている。
毎年9月のレーバーデイ後の金曜日と土曜日、サザン・オハイオ物語祭が開催される。これまでの評価が高く、賞を受賞したようなストーリーテラーが講演を行う。金曜日と土曜日の終日開かれている。金曜日にはマジェスティック劇場、ヨクタンジー公園にあるポンプ場アートギャラリーのテント、地元学校の講堂を含む様々な会場で数多い学生が参加している。

### スポーツ
チリコシー・ペインツはマイナーリーグ野球のチームであり、1993年2月に設立された。1993年のシーズンから2008年のシーズン終了まで独立系フロンティアリーグの創設メンバーとしてプレイし、現在は夏の大学間プロスペクト・リーグのメンバーである。ホームゲームは1954年に開場したV・A・記念スタジアムで行っている。
V・A・記念スタジアムは多目的に使われるので、M.A.C.ディビジョン野球のプレイオフ、OHSAAサッカーのプレイオフ、OHSAA野球のプレイオフにも使われている。
6月、ヨクタンジー公園に近い通りが閉鎖され、ガス・マッカー3on3バスケットボール・トーナメントの一時的コートに利用される。

## 著名な出身者

### アーティスト
- ナンシー・ウィルソン、ジャズ歌手

### スポーツ選手
- エドワード・クック - 棒高跳び選手、1908年ロンドンオリンピックに参加し、同じくアメリカ代表のアルフレッド・ギルバートと同成績で金メダル[17]
- ニール・ジョンストン - NBAバスケットボール選手
- ボビー・フルトン - プロレスラー

### オハイオ州の設立者
- ダンカン・マッカーサー、第11代オハイオ州知事
- トーマス・ワージントン、「オハイオ州昇格の父」、第6代オハイオ州知事

## 姉妹都市
- チリコシーはメキシコのベラクルス州コルドバ市と姉妹都市を結んでいる。この関係はチリコシー高校の生徒の海外学生交流プログラムを通じて顕彰されている。
- コロンビアのバジェ・デル・カウカ県トゥルア市とも姉妹都市を結んでいる。

## 大衆文化の中で
- アメリカ海軍の艦船USSチリコシーはこの市の名前を採っている
- P・G・ウッドハウスの小説『笑うガス』（1936年）では、チリコシーが子供のスターであるジョーイ・クーリーの故郷とされている
- レックス・スタウトの『ネロ・ウルフ』もの探偵小説（1930年代）では、登場人物アーチー・グッドウィンの出身地がチリコシーになっている
- 1946年の映画『The Harvey Girls』で、バージニア・オブライエンが演じたアルマがチリコシー出身だった
- コンラッド・リヒターによるフロンティアの小説3部作『樹木』、『野原』、『町』は1951年のピューリッツァー賞を受賞した。これにもチリコシーが登場する。「覚醒の土地」シリーズともよばれ、NBCによる1978年のテレビ番組の原作となった
- ロバート・A・ハインラインの短編小説『Methuselah's Children』では、ラザラス・ロングが水先案内する船が「地ティ・オブ・チリコシー」と名付けられている
- 1961年のフィルム・ノワール『Blast of Silence』では、主人公のクリーブランドを本拠にする殺しやが元々チリコシーの出身である
- エルヴィス・プレスリーの映画『ブルーハワイ』と『ヴィヴァ・ラスベガス』でチリコシーが言及されている
- 1949年の映画『戦場」でもチリコシーが言及されている
- テレビ番組『ザ・デイリー・ショー』の"Midwest Midterm Midtacular"で、チリコシーが2度出てきた
- HBOのシリーズ『デッドウッド 〜銃とSEXとワイルドタウン』で、登場人物のソル・スターがチリコシーに住んでいたと語っている

## チリコシーに因むもの
- 1934年にアリゾナ州フラッグスタッフで発見された小惑星(3177) Chillicotheはチリコシーにちなんで命名された。この命名は当時チリコシー近郊（南西20マイル/32km）に住み、発見者とは別に、同小惑星の特定に寄与したF・N・ボウマンによって提唱されたものであった[18]。